# Royal Institution

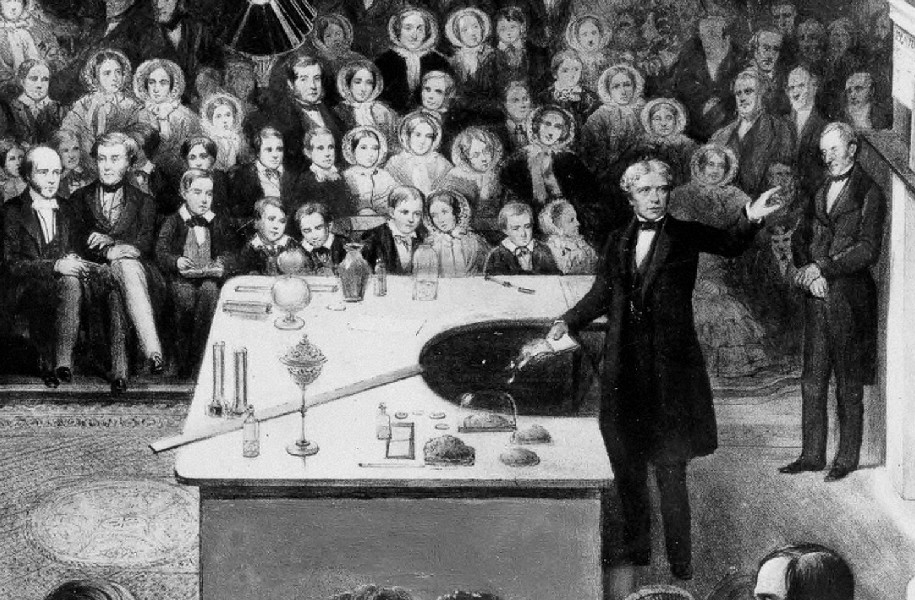
Royal Institution Christmas Lectures 1856.

La Royal Institution of Great Britain (Real Institución de Gran Bretaña, a menudo abreviada como Royal Institution o RI) es una organización dedicada a la educación y la investigación científicas situada en Londres. Fue fundada en 1799 por los principales científicos británicos de la época, incluyendo a Henry Cavendish y a su primer presidente, George Finch, para «difundir el conocimiento y facilitar el acceso general a invenciones y desarrollos mecánicos y útiles; para enseñar, a través de cursos compuestos de conferencias filosóficas y experimentos, la aplicación de la ciencia en la vida común». La mayoría de sus fondos y propuestas iniciales fueron dadas por la Sociedad para Mejorar las Condiciones y Comodidad de los Pobres (Society for Bettering the Conditions and Improving the Comforts of the Poor), bajo la tutela del filántropo 
Sir Thomas Bernard y el científico británico (nacido estadounidense) Sir Benjamin Thompson, conde de Rumford. Desde su fundación está situada en Albemarle Street en Mayfair. Su carácter real fue otorgado en 1800.

## Historia

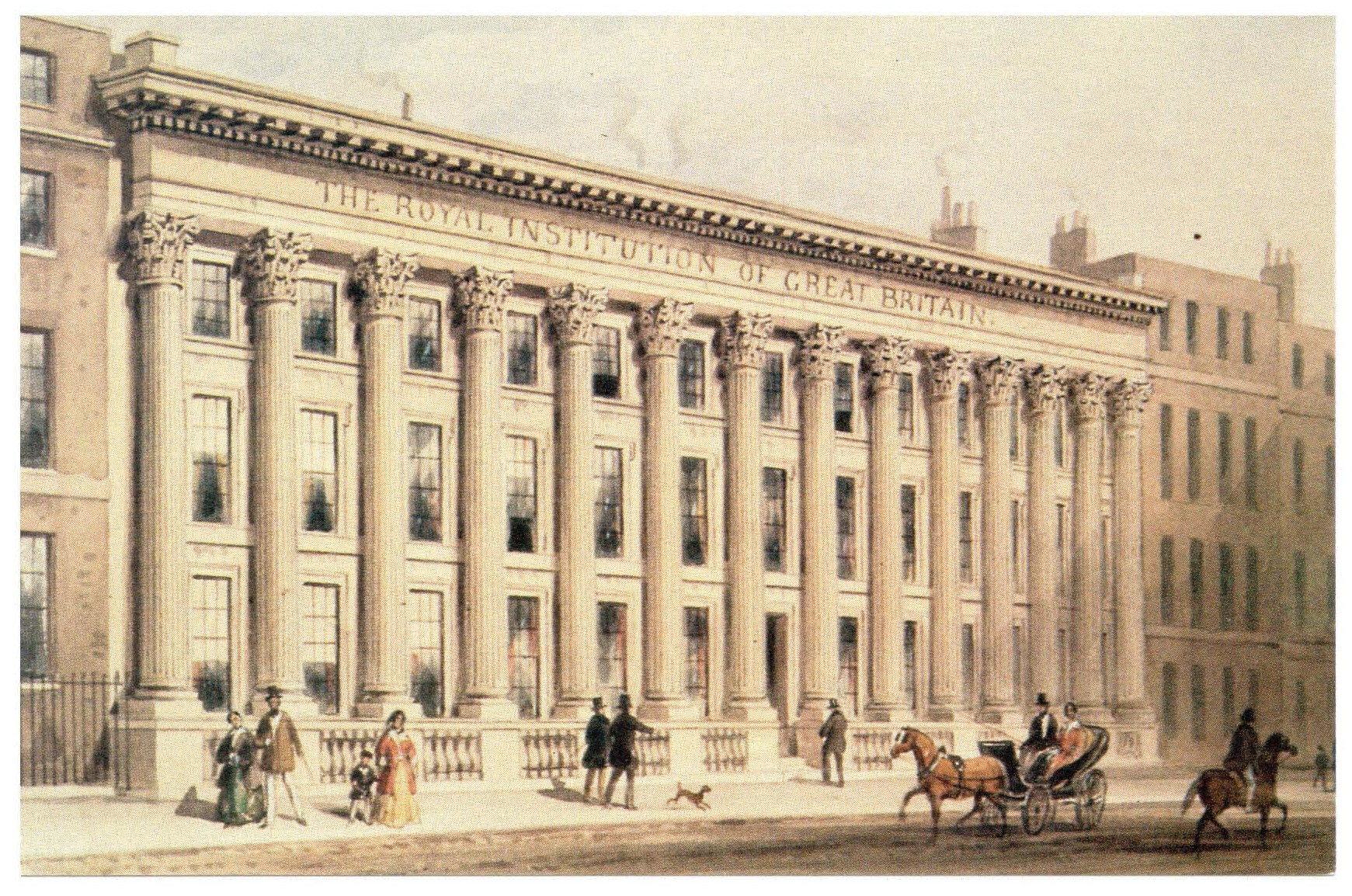
La Royal Institution ca. 1838

A través de su historia, la institución ha mantenido un compromiso público con la ciencia por medio de su programa de conferencias, muchas de las cuales continúan hoy en día. La más famosa de éstas son los anuales Conferencias navideñas de la Royal Institution, iniciados por Michael Faraday.
La institución ha tenido un papel funcional en el avance de la ciencia británica desde su fundación. Algunos científicos notables que han trabajado para la fundación incluyen a Sir Humphry Davy (que descubrió el sodio y potasio), Michael Faraday, Sir Lawrence Bragg (que ganó el Premio Nobel por su trabajo en la difracción de los rayos X), y más recientemente Lord George Porter. En el siglo XIX y en seno de la Royal Institution, Faraday llevó a cabo gran parte de la investigación para sentar las bases de la explotación práctica de la electricidad. Catorce científicos residentes de la Royal Institution han ganado el Premio Nobel. La institución ha descubierto 10 elementos químicos, así como el generador eléctrico y la estructura atómica de los cristales.

## La Royal Institution hoy en día

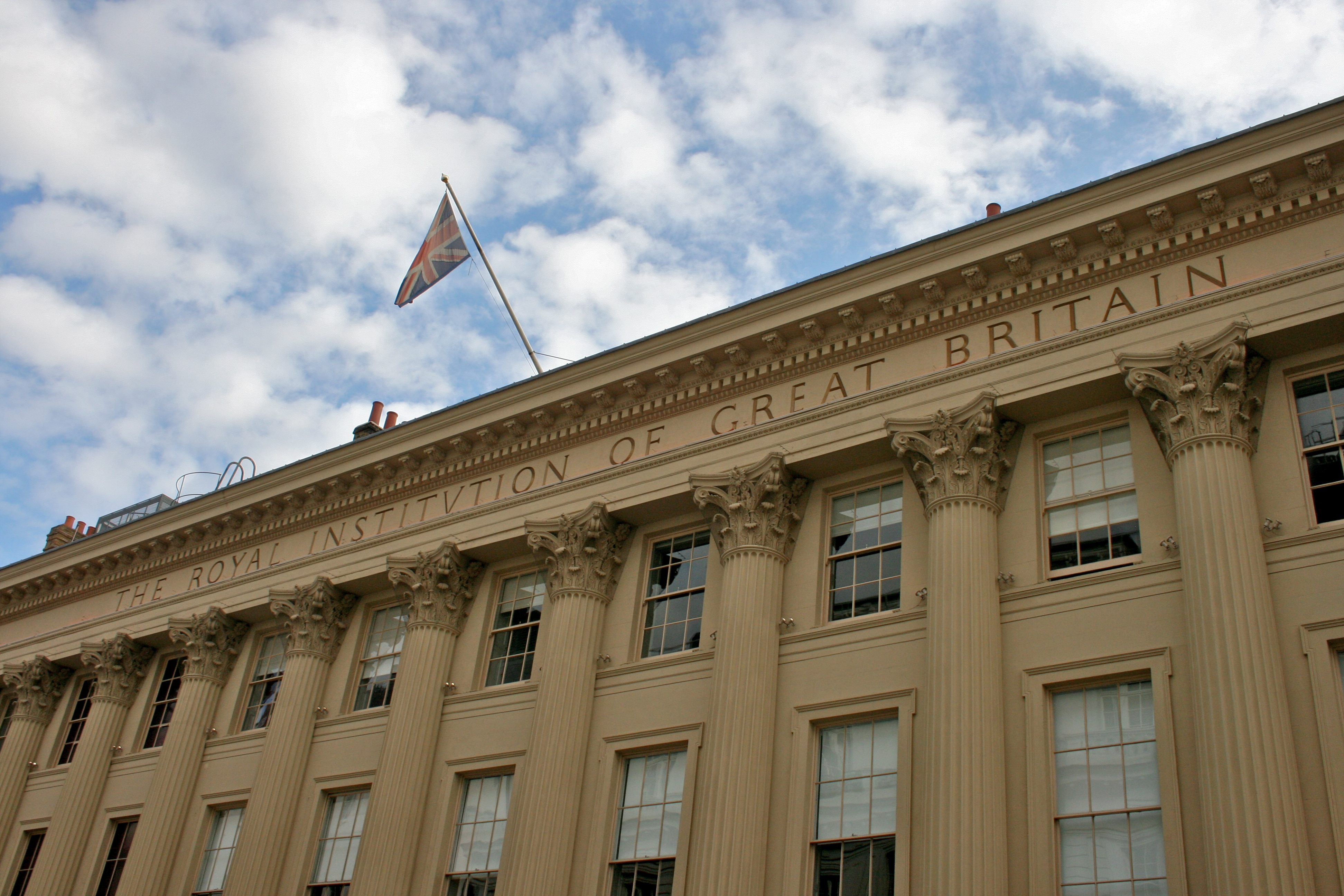
El exterior de la Royal Institution hoy en día.

Es una organización moderna comprometida con la "difusión de la ciencia en la vida cotidiana". La membresía está abierta al público general, sin procedimientos de elección o requisitos académicos, simplemente el pago de una suscripción anual. La membresía para estudiantes es gratuita.
El Consejo:
- Patrón: El Duque de Gales
- Presidente honorario: El Duque de Kent
- Presidente: Richard Sykes
- Miembros del Consejo: Sophie Forgan, Simon Godwin, Lord Julian Hunt, Sir Roland Jackson, John Krumins, Christopher Potter, Alison Woollard.[2]

La casa palaciega de la institución ha sido ampliada enormemente y reconstruida desde 1799. Así como la famoso auditorio Faraday, el edificio dispone de numerosas habitaciones útiles, una gran biblioteca e instalaciones modernas de investigación. Actualmente es sede también de Centro Científico Audiovisual (Science Media Centre), una organización independiente que promociona el entendimiento entre científicos y los medios.
La institución dispone de un sustancial programa público sobre ciencia y ciencia para escuelas, albergando cerca de 100 actividades y eventos cada año en una gran variedad de materias. Las conferencias navideñas de la Royal Institution siguen hoy en día como una serie de cinco conferencias dirigidas a niños y emitidas en Five desde 2006. Los discursos del viernes tarde son conferencias semanales dadas por científicos eminenetes, cada uno de una hora exacta de duración, cuya tradición inició Faraday. Estas conferencias semanales están abiertas a todos los miembros de la Royal Institution y sus invitados, y son normalmente eventos de etiqueta, aunque actualmente no es obligatorio ir de etiqueta. Muchas otras actividades y conferencias tienen lugar en Albermarle Street y otros emplazamientos dentro del país.
La investigación científica encabezada por el profesor Quentin Pankhurst continua en los laboratorios de Davy-Faraday (Davy-Faraday Research Laboratory, "DFRL"), y es considerado uno de los más notables laboratorios de Gran Bretaña en nanociencia. Además, el nuevo complejo, incluye un restaurante público, da servicio a compañías audiovisuales/periódicos y un programa principal de actividades.
Los simpatizantes de la Royal Institution pueden usar las iniciales FRI (Fellow RI) después de sus nombres. Los miembros pueden usar las iniciales MRI (Member RI) y los asociados las iniciales AMRI (Associate Member RI) tras sus nombres.

## Museo Faraday
En 1973 la Royal Institution abrió un museo dedicado a Michael Faraday. Está en el edificio principal en Albermarle Street y está abierto al público los días laborables en horario de oficina. En su interior se encuentra expuesta una reconstrucción de uno de los laboratorios de Faraday y una segunda habitación con más aparatos históricos y objetos asociados con Faraday.

## La Royal Institution de Australia
La Royal Institution of Australia, la otra Royal Institution en el mundo, fue fundada en Adelaida el 8 de octubre de 2009 por Su Majestad Real,el Príncipe Eduardo, Duque de Kent.